# Anton Foerster

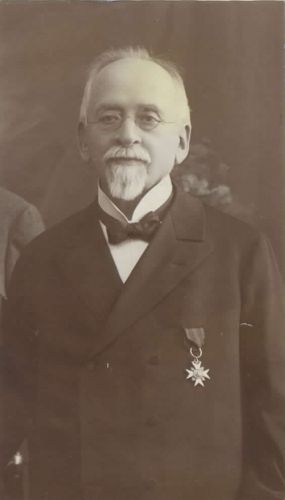
Anton Foerster.

Anton Foerster, född den 20 december 1837 i Wosenitz, död den 17 april 1926 i Novo mesto, var en slovensk komponist, bror till Josef Foerster.
Foerster var 1868-1909 verksam som domkyrkokapellmästare i Ljubljana och ledde sedan 1877 Ceciliaföreningens orgelskola . Han komponerade den ännu idag uppförda komiska operan Gorenjski slavček (1870-71, ursprungligen en operett) och operan Dom in rod (1919-23), dessutom mässor och proprier, utgav slovenska folkvisor och författade flera läroböcker.